# Aimo Diana
Aimo Stefano Diana (ur. 2 stycznia 1978 w Brescii) – włoski piłkarz występujący najczęściej na pozycji prawego obrońcy lub prawego pomocnika, a także trener

## Kariera klubowa
Aimo Diana zawodową karierę rozpoczął w 1996 w Brescii Calcio. W jej barwach zadebiutował w 1997 w jednym z pojedynków drugiej ligi, natomiast w Serie A po raz pierwszy wystąpił 31 sierpnia tego samego roku w przegranym 1:2 spotkaniu z Interem Mediolan. Miejsce w podstawowej jedenastce Brescii Diana wywalczył sobie właśnie w sezonie 1997/1998, kiedy to rozegrał łącznie 29 ligowych meczów. Podczas rozgrywek 1999/2000 włoski gracz przebywał na wypożyczeniu w Hellasie Werona, dla którego zaliczył 26 występów w pierwszej lidze. W trakcie sezonu 2001/2002 Diana podpisał kontrakt z Parmą. W barwach „Rossoblu” wystąpił w 26 ligowych spotkaniach, zadebiutował w Pucharze UEFA, a następnie został wypożyczony do Regginy.
Latem 2003 Włoch przeniósł się do Sampdorii, gdzie od razu wywalczył sobie miejsce w wyjściowym składzie. W ekipie „Blucerchiatich” Diana grał przez trzy sezony. W ich trakcie rozegrał 94 ligowe pojedynki i zdobył szesnaście goli, dzięki czemu zawsze był jednym z najlepszych strzelców w drużynie. W 2006 Diana przeszedł do US Palermo, z którym zajął piąte miejsce w rozgrywkach Serie A. W trakcie kolejnych rozgrywek, 30 stycznia 2007 włoski gracz za 1,8 miliona euro odszedł do Torino FC. Razem z nim do zespołu „Granata” trafił wówczas również Marco Pisano. 8 lutego 2010 Diana na zasadzie wypożyczenia trafił do szwajcarskiego zespołu AC Bellinzona, a po sezonie wrócił do Torino. W letnim okienku transferowym ponownie wypożyczono go jednak do Bellinzony. Rok później został jej zawodnikiem. Potem grał w Lumezzane oraz Trento, gdzie w 2013 roku zakończył karierę.

## Kariera reprezentacyjna
W reprezentacji Włoch do lat 21 Diana zadebiutował 10 października 1998 w wygranym 2:1 pojedynku z Anglikami. Do kadry U-21 powoływany był w latach 1997–2000 i łącznie wystąpił w trzech spotkaniach. W dorosłej drużynie Diana po raz pierwszy zagrał 28 kwietnia 2004 w zremisowanym 1:1 meczu przeciwko Hiszpanii. Był regularnie powoływany do zespołu narodowego przez Marcello Lippiego, jednak z powodu kontuzji był wykluczony z udziału w Mistrzostwach Świata 2006.